# 明石季衡
明石 季衡（あかし すえひろ）は、戦国時代の武将。蠣崎氏の家臣。

## 経歴
養子に蠣崎季広の次男・明石元広がおり、娘は養子、元広と結婚したが、元広は永禄5年（1562年）に没した。
元広の姉による毒殺という説もある。